# Hala Sultan Tekke
Hala Sultan Tekke o la Mezquita de Umm Haram es un santuario musulmán muy prominente cerca de Lárnaca, en la isla de Chipre. En sus inmediaciones se encuentra un importante yacimiento arqueológico donde se ha hallado un asentamiento que tuvo su periodo de apogeo en la Edad del Bronce.

## Santuario musulmán
Umm Haram (Hala Sultan en el idioma turco) era la nodriza del profeta islámico Mahoma y la esposa de Ubada bin al-Samit[cita requerida]. Se cree que el santuario se encuentra en el lugar en el que falleció la nodriza. El santuario, y más tarde la mezquita y todo el complejo recibió su nombre por ella. Según las creencias Shia, su tumba queda dentro del cementerio Jannatul Baqi en Madinah, Arabia Saudí.
En tiempos otomanos, un complejo de mezquitas se construyó por etapas alrededor de la tumba, especialmente a finales del siglo XVIII y principios del XIX. La estructura del santuario fue primero erigido por el Jeque Hassan en 1760. Más tarde la mezquita fue construida y el complejo asumió su forma actual alrededor de 1816/17. El complejo de Hala Sultan Tekke está compuesto por una mezquita, mausoleo, minarete, cementerio, y alojamientos para hombres y mujeres. El término tekke (convento) se aplica a un edificio designado específicamente para las reuniones de una hermandad sufi, o tariqa, y podría haberse referido a un rasgo anterior de la ubicación. El complejo actual abierto a todos y no perteneciente a un solo movimiento religioso, queda en un sereno lugar en las orillas del lago salado de Larnaca, que fue un importante lugar también en la Prehistoria. Hala Sultan Tekke está calificado como un Monumento Antiguo. 

## Arqueología
En la ubicación conocida como Dromolaxiá-Vyzakiá, en las cercanías del santuario, se han realizado excavaciones arqueológicas desde el siglo XIX. Esas primeras excavaciones, patrocinadas por el Museo Británico, están mal documentadas. En la década de 1970 se retomaron los trabajos, dirigidos por arqueólogos de Suecia, y posteriormente, a partir de 2010, se inició un nuevo proyecto arqueológico bajo el patrocinio de la Universidad de Gotemburgo que perdura en 2023.
Las excavaciones arqueológicas han sacado a la luz restos de un asentamiento que contaba con un puerto bien protegido y que tuvo una importancia comercial y un tamaño muy destacado en la Edad del Bronce (1600-1100 a. C.) Se distinguen cuatro complejos residenciales (designados CQ1-CQ2-CQ3 y CQ4) y una necrópolis (en la llamada área A) que estaba fuera de la ciudad, lo que no es habitual en los asentamientos de la Edad del Bronce.
El complejo de edificios CQ1 se ha interpretado como un barrio industrial donde se realizaban trabajos relacionados con el cobre y los tejidos. Los hallazgos de materiales cotidianos importados indican que los trabajadores de este lugar ostentaban un alto estatus social. Pese a que las minas de cobre más cercanas parece que estaban a unos 50 km y lo más habitual es que los trabajos relacionados con este mineral se realizaran cerca de las minas, la presencia de un puerto cercano tenía la ventaja de que una vez purificado, el cobre llegaba rápidamente a las rutas marítimas comerciales.  
CQ2 también se interpreta como un barrio de actividades industriales. Además de contar con una fundición, se estima que las principales actividades en esta área estaban relacionadas con la fabricación de telas de color púrpura, que eran consideradas como un producto de lujo en esta época.  
CQ3 era un complejo palacial donde se han hallado productos importados desde diferentes zonas del Mediterráneo como Egipto, Creta y el área continental de Grecia.
CQ4 es el barrio de mayor amplitud descubierto hasta la fecha y se interpreta como un área administrativa y de almacenes. Sus calles rectangulares conducían al puerto. Uno de los espacios singulares hallados eran unos baños.
La necrópolis del área A contiene tumbas familiares con ricos ajuares funerarios y fosas donde se realizaban sacrificios. Entre las tumbas más destacadas están la tumba RR, donde fueron enterrados al menos 38 individuos de una misma familia acompañados de objetos importados de diferentes culturas, y la tumba LL, en la que un individuo portaba una diadema de oro en la frente y en la mano nueve pesas de diferentes tamaños que ayudan a estudiar el sistema de medidas utilizado en este lugar.
Por otra parte, en otras dos tumbas —designadas XX e YY por los excavadores—, formadas por una serie de cámaras subterráneas a la que se accedía por un pasadizo, se ha encontrado un ajuar funerario que consta de joyas de oro, objetos de ámbar, piedras semipreciosas —lapislázuli, cornalina, turquesa— importadas de lugares lejanos, armas de bronce, objetos de marfil, un sello de hematita con un texto cuneiforme y abundantes piezas de cerámica de gran calidad —en gran medida importadas del ámbito micénico.  Se estima que la mayoría de objetos se pueden asignar al periodo en torno al 1350 a. C. Los restos óseos pertenecían a más de 150 individuos, tanto a hombres como a mujeres y niños. Estas son consideradas como las más suntuosas halladas en la zona y se han interpretado como tumbas reales o de los gobernantes de la ciudad.
Se ha estudiado la procedencia de los hallazgos y los resultados indican que un gran número de objetos fueron importados de diversos lugares que incluyen Cerdeña, Afganistán, India, el mar Báltico, Egipto, Nubia, las civilizaciones micénica y minoica, Anatolia, el Levante Mediterráneo y Mesopotamia. Particularmente interesante es el sello cilíndrico de hematita con inscripciones, cuyo origen se sitúa en Mesopotamia en el siglo XVIII a. C. pero que fue hallado en un contexto cronológico del siglo XIV a. C. Entre las exportaciones, además del cobre y de los tejidos de púrpura, puede destacarse la cerámica de fabricación local.
En la segunda mitad del siglo XIII a. C. las importaciones fueron disminuyendo y en el siglo siguiente ya solo se advierte la presencia de importaciones de Egipto y el Levante Mediterráneo. Poco después el asentamiento sufrió una destrucción y fue definitivamente abandonado. Se ha sugerido que los supervivientes pudieron trasladarse a un nuevo asentamiento que había surgido en la zona en el siglo anterior: Citio.

## Galería de imágenes

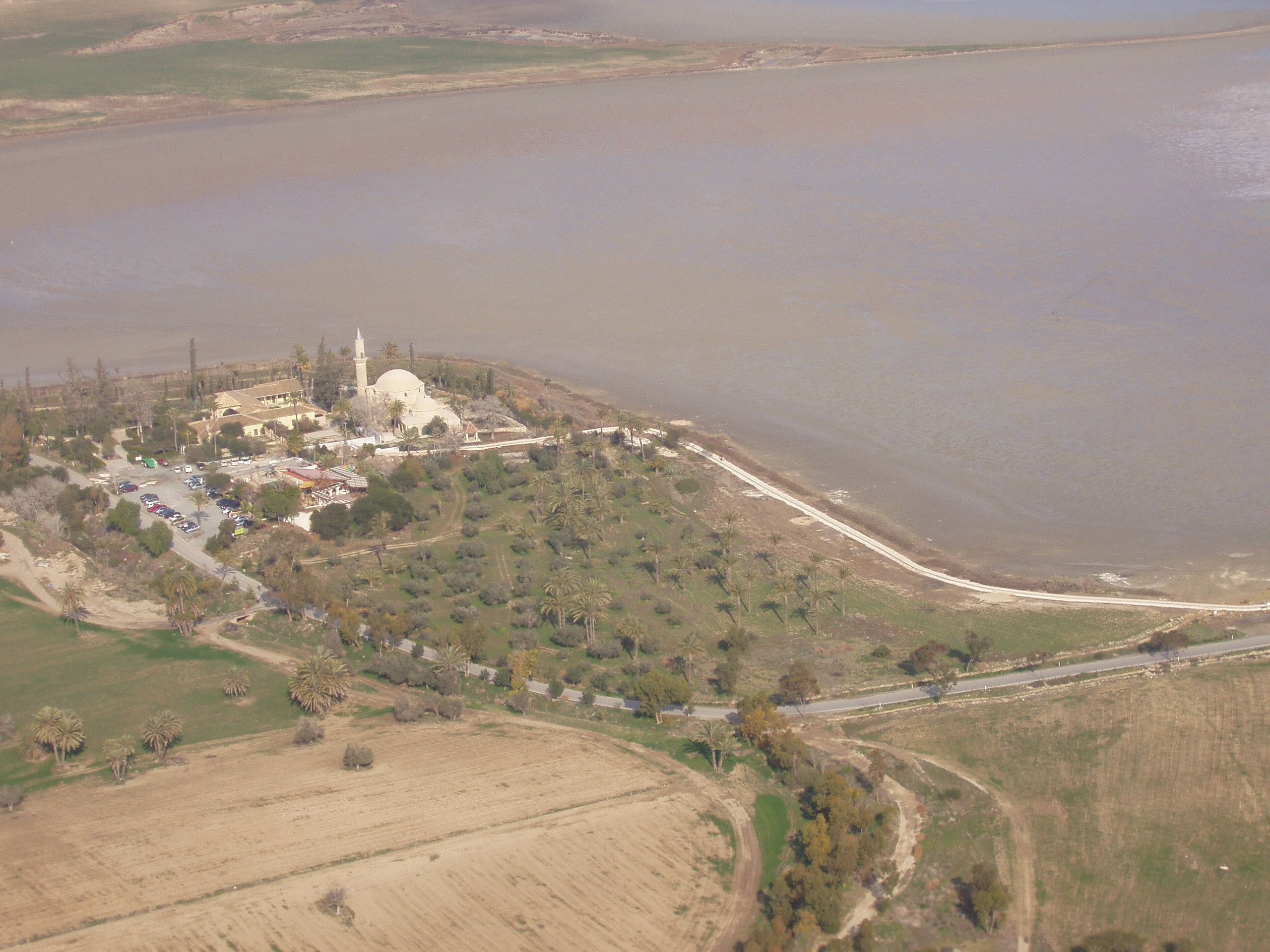
Foto aérea del lago salado de Larnaca (en invierno) con Hala Sultan Tekke.
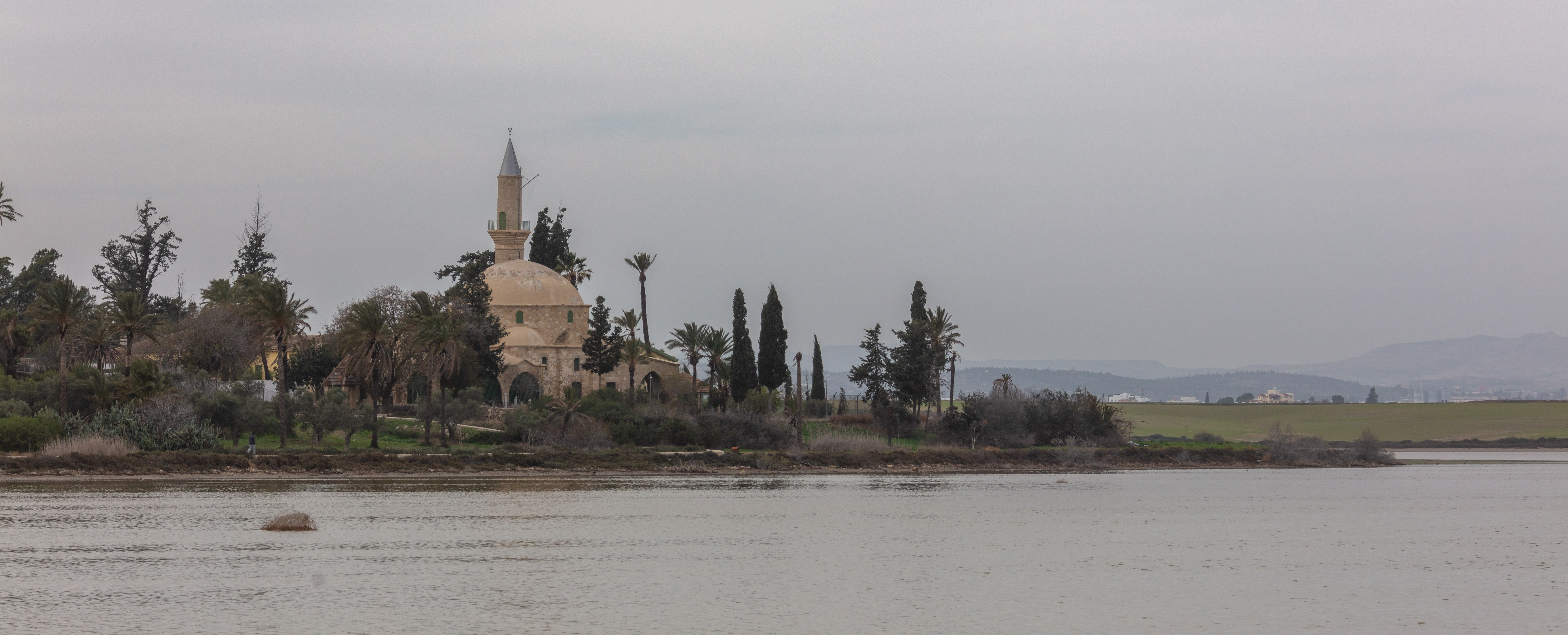
Vista lejana.
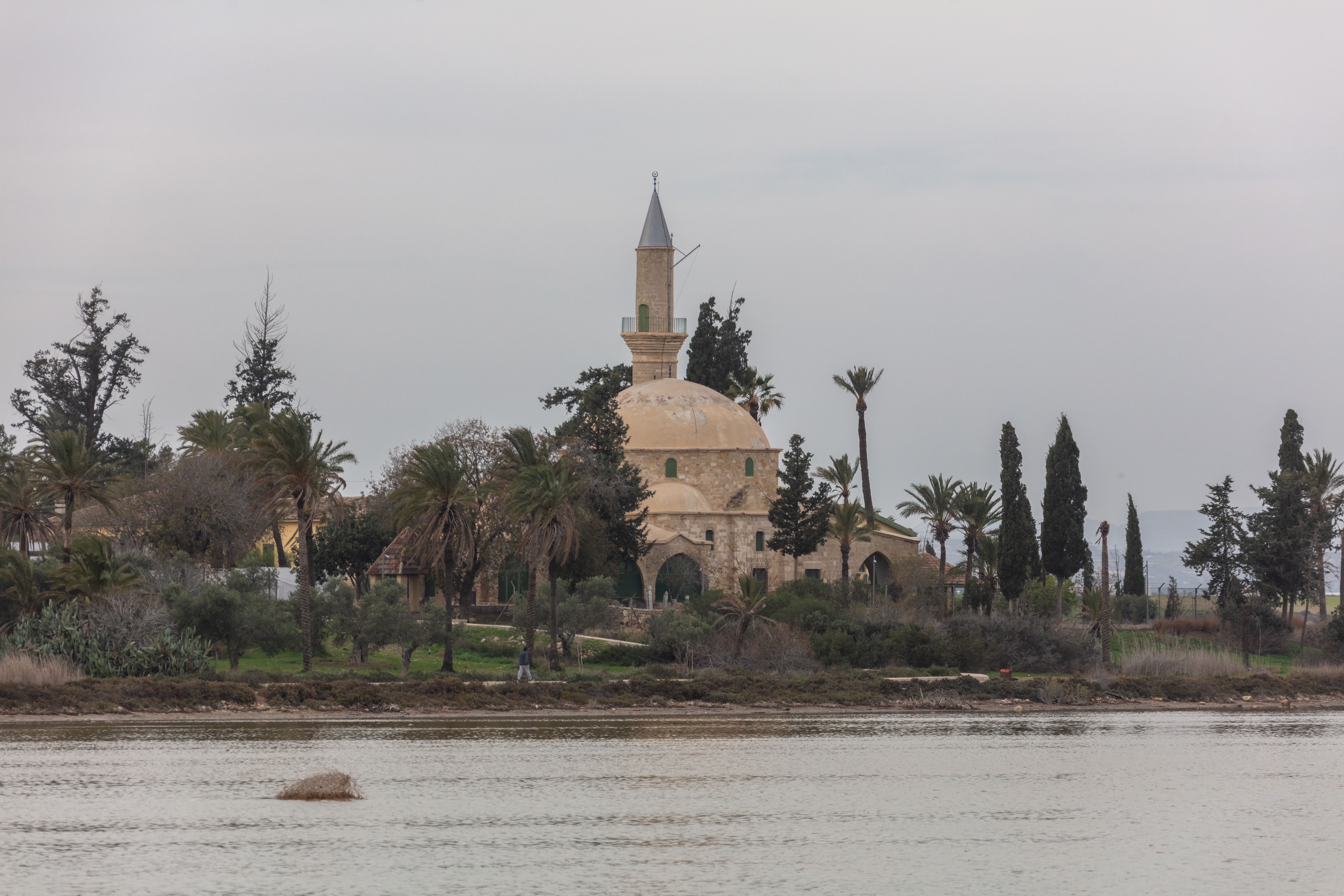
Vista desde la orilla del lago.
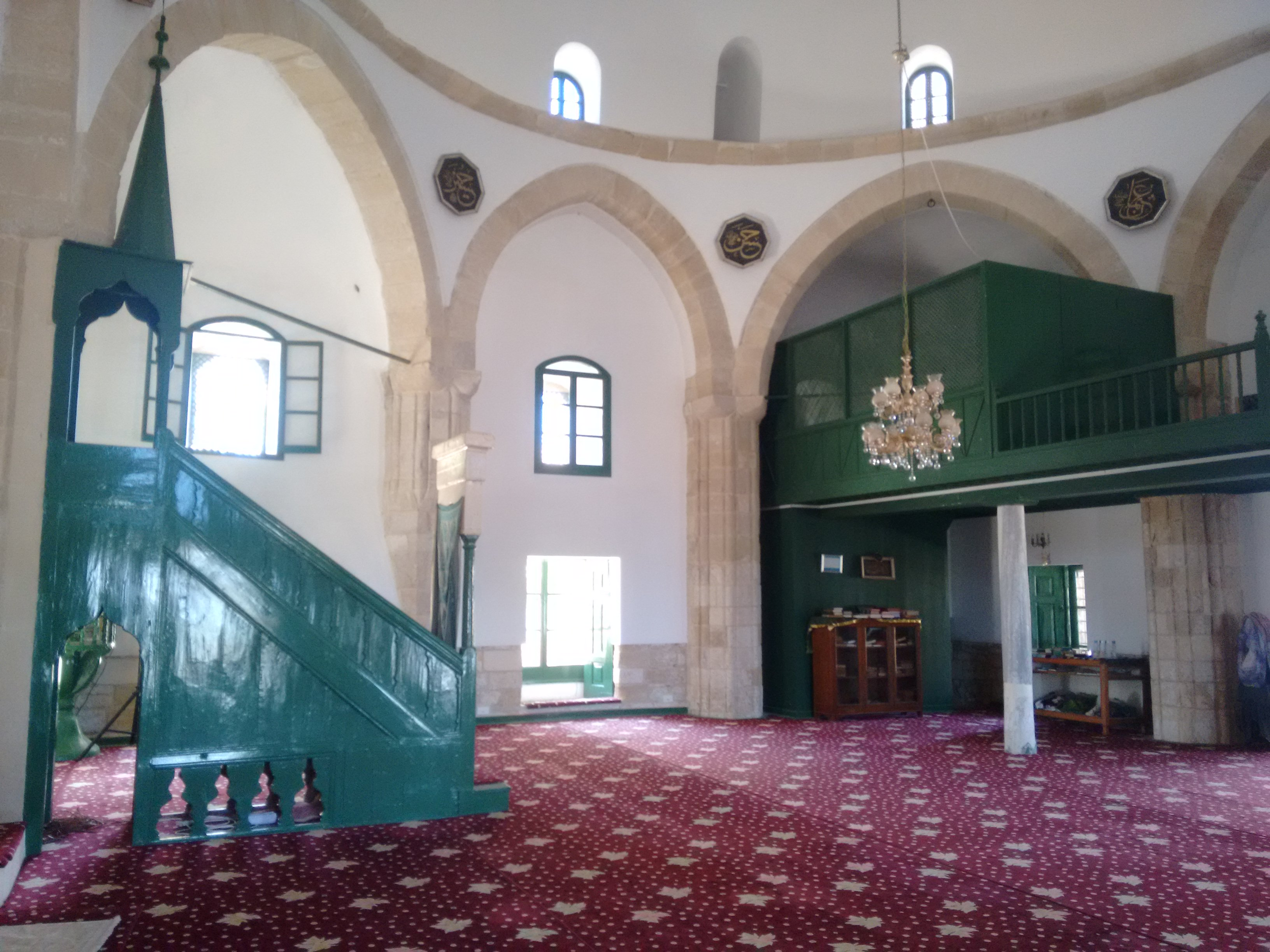
Vista interior.